# 와이어트 어프
《와이어트 어프》(영어: Wyatt Earp)는 미국에서 제작된 로런스 캐즈던 감독의 1994년 서사 전기 서부 드라마 영화이다. 케빈 코스트너가 주연을 맡고 제작에도 참여하였다.

## 출연진
- 케빈 코스트너
  - 이언 보언
- 데니스 퀘이드
- 진 해크먼
- 데이비드 앤드루스
- 린든 애슈비
- 조애나 고잉
- 제프 파헤이
- 마크 하먼
- 마이클 매드슨
- 캐서린 오하라
- 빌 풀먼
- 이사벨라 로셀리니
- 톰 사이즈모어
- 조베스 윌리엄스
- 메어 위닝햄
- 제임스 개먼
- 렉스 린
- 애덤 볼드윈
- 애너베스 기시
- 베티 버클리
- 앨리슨 엘리엇
- 매켄지 애스틴
- 짐 커비즐
- 캐런 그래슬리
- 테이아 레이오니
- 존 도
- 제프 페이히
- 마틴 코브
- 존 롤러

## 기타 제작진
- 미술: 아이다 랜덤
- 의상: 콜린 애트우드

## 사운드트랙
1. "Main Title"
2. "Home from the War"
3. "Going to Town"
4. "The Wagon Chase"
5. "Mattie Wants Children"
6. "Railroad"
7. "Nicholas Springs Wyatt"
8. "Is That Your Hat?"
9. "The Wedding"
10. "Stillwell Makes Bail"
11. "It All Ends Now"
12. "Urilla Dies"
13. "Tell Me About Missouri"
14. "The Night Before"
15. "O.K. Corral"
16. "Down by the River"
17. "Kill 'Em All"
18. "Dodge City"
19. "Leaving Dodge"
20. "Indian Charlie"
21. "We Stayed Too Long"
22. "Winter to Spring"
23. "It Happened That Way"